# Parque Hluhluwe-iMfolozi
O Parque Hluhluwe-iMfolozi, localizado na província de KwaZulu-Natal, África do Sul, é a reserva natural mais antiga do continente, criada em 1895. Reconhecido mundialmente por sua importância na conservação, foi o berço da “Operation Rhino”, projeto iniciado nos anos 1950 que salvou o rinoceronte-branco da extinção e transformou o parque em referência global em manejo de fauna. Com uma área de cerca de 96 mil hectares, abriga os famosos “Big Five” — leão, leopardo, elefante, búfalo e rinoceronte — além de uma rica diversidade de animais como cães selvagens africanos, guepardos, hienas, chacais, girafas, zebras, hipopótamos e várias espécies de antílopes e primatas. Sua avifauna também é notável, com mais de 320 espécies registradas, além de dezenas de répteis, anfíbios e peixes. O parque se destaca pelos programas de reintrodução e manejo populacional, como o retorno dos elefantes entre 1985 e 1991, após quase 80 anos de ausência, e a repopulação de leões nos anos 1990, hoje monitorados devido a desafios como tuberculose e diversidade genética reduzida. Atualmente, cerca de 700 elefantes e 120 leões vivem na área, ao lado de populações controladas de cães selvagens e guepardos. Com paisagens que variam entre savanas, florestas e rios, o Hluhluwe-iMfolozi é um destino de safári de fácil acesso a partir de Durban e combina turismo, ciência e preservação, reforçando seu papel central na proteção da biodiversidade africana.